# Schweppes
Schweppes est une marque de boisson vendue dans le monde entier, fondée par Johann Jakob Schweppe. Son offre se compose de nombreuses boissons gazeuses aromatisées.

## Origine de la boisson
Johann Jakob Schweppe (1740-1821), horloger et orfèvre genevois d'origine allemande originaire de Witzenhausen (Hesse-Cassel), développe au début des années 1780 une méthode pour charger l'eau en dioxyde de carbone après une dizaine d'années de recherches. Le procédé est le suivant : le gaz carbonique est obtenu en mélangeant dans un agitateur de la craie et de l'acide sulfurique, puis le gaz est récupéré et purifié avec de l'eau, avant d'être transféré dans un réservoir à charbon de bois chauffé et muni d'un agitateur qui exerce une pression suffisante pour gazéifier l'eau[source insuffisante]. Schweppe dépose un brevet pour le procédé en 1783, peu de temps après que Joseph Priestley eut découvert le premier une méthode pour dissoudre le dioxyde de carbone dans l'eau. L'eau gazeuse est alors destinée à un usage médical, et Schweppe la vend à un prix qui lui permet seulement de couvrir ses coûts de production[source insuffisante].
En 1790, Schweppe s'installe en Angleterre et s'associe à Nicolas Paul (ingénieur en pompes) et Henri-Albert Gosse (pharmacien), avec qui il fonde la société « Schweppe, Paul and Gosse ». La première usine de la société destinée à produire de l'eau gazeuse ouvre le 9 janvier 1792 à Londres au 141, Drury Lane[source insuffisante]. Les débuts de « Schweppe, Paul and Gosse » sont difficiles à cause de la concurrence et des troubles politiques dus à la guerre avec la France à partir de 1793. Dans une lettre datée du 28 décembre 1792, Schweppe écrit à ses associés qu'il est proche de quitter le groupe[source insuffisante]. En 1796, la situation est finalement renversée : Paul et Gosse abandonnent le projet et laissent Schweppe seul à la tête du groupe, qui est alors renommé « J.Schweppe & Co. »[source insuffisante].

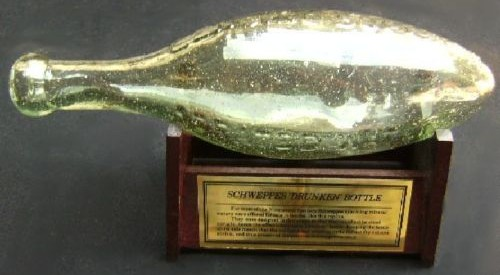
La bouteille ovoïde de Schweppes utilisée tout au long du XIX et surnommée « Drunken Bottle ».

L'eau de Schweppe reçoit les faveurs du corps médical qui juge sa qualité supérieure à celle des autres eaux grâce à son processus de carbonatation[source insuffisante]. L'eau est alors prescrite pour soigner les maladies des reins, les maladies de la vésicule, les indigestions et la goutte[source insuffisante]. La gamme des produits de Schweppe, vendus en officine, se décline en trois catégories : « Acidulous Rochelle Salt Water » (« puissance simple »), « Seltzer, Spa & Pyrmont Water » (« puissance double ») et « Tooth Lotion of Soda » (« puissance triple »)[source insuffisante]. Dans la réclame (publicité) pour ces produits, le terme « soda water » est utilisé à partir de 1798 (première occurrence du terme), et il est précisé que l'eau-médicament peut être mélangée à du rhum ou du cognac[source insuffisante]. Les bouteilles des eaux Schweppes ont alors une forme ovoïde, créée ainsi par Schweppe pour « mieux retenir le gaz ». Cette forme ovoïde est gardée jusqu'en 1897, et vaut à la bouteille les surnoms de « Drunken bottle » (bouteille saoule du fait qu'elle ne tient pas debout), et « Torpedo » (torpille)[source insuffisante].
En 1798[source insuffisante], Schweppe décide de prendre sa retraite et vend 75 % des parts du groupe à Henry William Lauzun, Francis Charles Lauzun et Robert Brohier, aristocrates français ayant fui la Révolution et s'étant réfugiés sur l'île de Jersey. Dès l'année suivante, les nouveaux propriétaires décident d'étendre la distribution de l'eau de Schweppe (Schweppe's water) à toute la Grande-Bretagne : Angleterre, Écosse et Pays de Galles. En 1824, l'association des trois hommes prend fin, et Colette Schweppe, qui a hérité des dernières parts de son père mort en 1821, vend ses titres à Richard Sparkes et Robert Brohier. Sparkes devient ensuite seul propriétaire du groupe, et le revend en 1834 à John Kemp-Welch (marchand de vin) et William Evill (orfèvre). Le groupe reste aux mains de la famille Kemp-Welch pendant 115 ans jusqu'en 1949[source insuffisante].

## Exploitation de la marque

### Promotion de la marque et distribution
| Logos de Schweppes (ancien et actuel) représentant la fontaine mise en place lors de l'exposition universelle de 1851 (à gauche, dessin de la véritable fontaine de 8 mètres). |  | Logos de Schweppes (ancien et actuel) représentant la fontaine mise en place lors de l'exposition universelle de 1851 (à gauche, dessin de la véritable fontaine de 8 mètres). |  | Logos de Schweppes (ancien et actuel) représentant la fontaine mise en place lors de l'exposition universelle de 1851 (à gauche, dessin de la véritable fontaine de 8 mètres). |
| Logos de Schweppes (ancien et actuel) représentant la fontaine mise en place lors de l'exposition universelle de 1851 (à gauche, dessin de la véritable fontaine de 8 mètres). |  | |  | |

À partir de 1800, alors que le groupe est possédé par les trois aristocrates français, la réclame qui apparaît dans les journaux pour les eaux de Schweppe s'adresse à une clientèle aisée de la noblesse et de la gentry. L'eau est désormais davantage considérée comme une boisson que comme un médicament. En 1831, la marque Schweppe devient fournisseur de boisson officiel de la famille royale britannique[source insuffisante]. Ce lien avec la famille royale permet à la marque d'accentuer son image de boisson de la bonne société britannique. De plus, en 1836, Schweppes gagne le titre de fournisseur des altesses royales, de la duchesse de Kent et de la princesse Victoria, qui deviendra reine l'année suivante.
Lors de l'Exposition universelle de 1851, Schweppe est le fournisseur exclusif de « soda water » du Crystal Palace[source insuffisante]. Pendant les six mois de l'exposition, Schweppe met en place une grande fontaine de 27 pieds de haut[source insuffisante] (environ 8 mètres) qui devient par la suite un emblème de la marque, et se retrouve de nos jours sous la forme stylisée d'une fontaine avec deux dauphins sur les bouchons de bouteilles ainsi qu'à l'intérieur du logo de Schweppes (en blanc sur fond rouge). Plus d'un million de bouteilles sont vendues lors de l'exposition[source insuffisante].
La clientèle-cible jusqu'à la Seconde Guerre mondiale est une clientèle de l'« upper and middle class » (hautes et moyennes classes sociales), et les boissons du groupe se vendent exclusivement dans des hôtels, des clubs, des restaurants, des théâtres, des bateaux et des trains luxueux[source insuffisante]. Le groupe commence à s'internationaliser à la fin du XIXe siècle, et ouvre sa première usine hors d'Angleterre en 1877 à Sydney, suivie en 1884 de nouvelles usines à Melbourne et Brooklyn[source insuffisante]. De même, les eaux de Schweppe apparaissent dans certains établissements parisiens dans les années 1870[source insuffisante]. Au début du XXe siècle, la marque prend son nom définitif de « Schweppes », en contractant l'expression « Schweppe's Water » ou « Schweppe's Table Water » utilisée jusqu'alors[source insuffisante]. De 1900 à 1930, on trouve des publicités pour la marque dans des magazines de sport et des revues destinées à une clientèle aisée[source insuffisante]. Avant la Première Guerre mondiale, la publicité est aussi présente sur des autobus, et jusqu'à la Seconde guerre mondiale, de nombreuses images de pin-ups sont éditées pour la réclame. En 1930, Joséphine Baker chante aux Folies Bergère avec un citron sur lequel figure le nom de la marque Schweppes[source insuffisante],[source insuffisante].
Le premier slogan de la marque est créé en 1931 par l'agence Winter-Thomas, en associant le nom « Schweppes » au bruit du gaz qui s'échappe d'une bouteille lorsqu'elle est décapsulée. Le slogan trouvé est alors : « All the best syphons say Sss…ch…weppe…ss… »[source insuffisante].
À partir de 1948, la marque commence à se vendre dans le commerce de détail[source insuffisante], et non plus seulement dans des établissements luxueux. Dans la décennie des années 1950, Schweppes se vend à l'international de manière large en utilisant le système de franchise : la distribution des produits Schweppes à l'étranger est assurée par des entreprises qui paient une rémunération à Schweppes pour avoir le droit d'exploiter la marque. Schweppes garde une clientèle-cible de la bonne société, et la réclame française assimile Schweppes à « la drink des gens raffinés » ou « la drink du couple élégant ». Les années 1940 et 1950 sont marquées au niveau des slogans de la réclame britannique par des déformations du nom « Schweppes »[source insuffisante] : « Are you a Schweppicure ? » (1940), « Schweppervescence » (1946), « How many Schwepping days to Christmas ? » (1951), puis à partir de 1954 apparaît une campagne publicitaire dans laquelle est imaginé le « Schweppshire », un nouveau comté de Grande-Bretagne[réf. nécessaire].
La campagne publicitaire dans la seconde moitié des années 1950 utilise le slogan « Thirsty ? take the necessary Schweppes »[source insuffisante], puis au début des années 1960 le groupe adopte le slogan « Europe in Perschwepptive » en référence à la construction européenne[source insuffisante]. Toujours au début des années 1960, Schweppes lance sa première campagne de publicité internationale avec le slogan « Wherever you go drink Schweppes »[source insuffisante]. En 1965 (puis de nouveau en 1973) apparaît sur le petit écran britannique une publicité accompagnée du slogan « The Secret of Schhh... by you-know-who ». Aux États-Unis, l'officier de la Royal Navy Edward Whitehead apparaît dans une publicité télévisuelle et sur des affiches en 1966 et 1968[source insuffisante]. En 1978 apparaît en France la première publicité télévisuelle pour Schweppes : un serveur marche au plafond la tête à l'envers ; le client le regarde avec étonnement ; le serveur déclare alors « Monsieur sait bien que dans le Schweppes Lemon, il y a de la pulpe »[source insuffisante]. Par la suite, Schweppes emploie les slogans suivants : « On se décapsule, on fait du Schwepping » (1982), « Prenons la vie du côté Schewepping », « Ça réveille votre côté Schweppes » (1987), « Réveillez votre côté SCHH... » (1993)[source insuffisante]. En 1988 apparaît une campagne publicitaire, devenue iconique, avec des jeunes  brésiliennes dansant sur la chanson de Chico Buarque Essa Moça Tá Diferente, puis de 1989 à 1993 John Cleese des Monty Python joue dans une campagne britannique humoristique,.
En 1997 apparaît une campagne télévisée européenne réalisée par l'agence Saatchi & Saatchi : deux hommes souhaitent voler des diamants dans une mine. L'un des deux hommes parvient à cacher un diamant dans une canette de Schweppes pour l'emporter sans éveiller les soupçons. Le slogan en anglais est « Think Schweppes », et « Schweppes, gardez la tête froide » en français[source insuffisante].
En 1999, Schweppes lance une nouvelle campagne publicitaire menée par l'agence Young & Rubicam. Cette campagne donne à Schweppes l'égérie de « Clive le léopard » (entouré d'autres animaux) et comme slogan « Réveillez-vous la langue »[source insuffisante]. Clive est un léopard qui « prend la vie avec philosophie,  mais ne reste pas insensible aux charmes d'une femelle ! »[source insuffisante]. Olivier Boccara, chef de la marque Schweppes, déclare au sujet de cette campagne : « Schweppes est une marque pour adulte, d'où le choix d'un animal qui symbolise la trentaine, quelqu'un maître de lui, qui sait ce qu'il veut et possède un humour au second degré »[source insuffisante]. Le léopard est par ailleurs aux couleurs de la marque, jaune et noir.
Dans les années 2000, Schweppes se tourne vers la jeunesse et l'adolescence. Une campagne de publicité de 2003 incite les jeunes à « tester leur Schweppesappeal »[source insuffisante]. Par la suite, les publicités adoptent des thématiques variées selon les pays, et n'ont pas toutes la même clientèle-cible. En France, Schweppes entretient une image d'« excentricité raffinée » et affirme viser « les adultes urbains, hédonistes et indépendants, les personnes sociables et dynamiques ouvertes à de nouvelles expériences, qui veulent sortir de l’ordinaire ». Plus généralement, Schweppes vise une clientèle-cible âgée d'environ 15 à 35 ans.
En 2008 commence une campagne de publicité centrée sur la thématique de la sensualité et de la désirabilité. Hugues Pietrini, président d'Orangina Schweppes France, a expliqué que cette campagne a « emprunté les codes de la cosmétique et du parfum ». La campagne publicitaire signée Fred & Farid Group joue sur une palette de couleurs vives et chatoyantes associées à chacun des parfums de Schweppes.

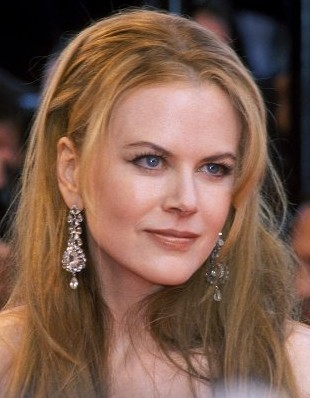
Nicole Kidman, égérie de Schweppes de 2009 à 2011.

En 2009, l'actrice Nicole Kidman devient la nouvelle égérie de Schweppes,. La campagne de publicité qui en découle continue de jouer sur le thème de la séduction et de la sensualité. Dans le clip télévisuel, Nicole Kidman joue une scène de séduction romantique avant d'abandonner son compagnon et de s'enfermer dans sa chambre d'hôtel pour boire du Schweppes. L'actrice prononce alors le slogan « What did you expect? » (« À quoi vous attendiez-vous ? »), qui reste le slogan actuel de Schweppes.
En 2011, Schweppes prend une nouvelle actrice égérie : Uma Thurman, l'héroïne des films Pulp Fiction et Kill Bill. Le clip promotionnel, dans lequel Thurman apparaît de manière évocatrice, joue alors sur les similarités sonores entre « Schweppes » et « sexe ». Le slogan « What did you expect? » est prononcé à la fin du spot. La campagne publicitaire s'accompagne de photographies de Thurman réalisées par David LaChapelle publiées dans de nombreux magazines.
En 2012, Staislas de Parcevaux, directeur marketing d'Orangina Schweppes (France), affirme : « De la « gentry » anglaise puis française, Schweppes est devenue la marque des 25/49 ans qui « aiment la nuit » ».
À partir d'avril 2014, la nouvelle égérie de Schweppes devient Pénélope Cruz. La campagne publicitaire associée à cette actrice met toujours l'accent sur les thèmes de la sensualité et de la séduction, et conserve le slogan « What did you expect? » utilisé de 2009 à 2022 avant de se faire remplacer par une nouvelle campagne publicitaire et un nouveau slogan ("I like it like that").

### Détention des droits d'exploitation
Après avoir appartenu à la famille Kemp-Welch pendant plus d'un siècle, le groupe Schweppes est devenu la propriété de Cadbury en 1969[source insuffisante]. Cependant en 1998, l'exploitation de la marque Schweppes a été en partie cédée à The Coca-Cola Company : Cadbury a gardé le contrôle de la marque dans 26 pays (notamment en Amérique du Nord et en Europe), tandis que Coca-Cola a pris le contrôle de l'exploitation dans 155 autres pays, dont le Royaume-Uni[source insuffisante].
| Pays | Détention des droits / exploitation / distribution par |
| --- | --- |
| Andorre, Autriche, Belgique, République tchèque, Danemark, Finlande, France, Allemagne, Hongrie, Italie, Liechtenstein, Luxembourg, Monaco, Pays-Bas, Norvège, Pologne, Portugal, Saint-Marin, Slovaquie, Espagne, Suède et Suisse.                               | Schweppes International Limited, filiale de Suntory Beverage & Food Ltd |
| Algérie, Argentine, Brésil, Bulgarie, Colombie, Croatie, Égypte, Lettonie, Lituanie, Hongrie, Irlande, Japon, Kazakhstan, Maldives, Nigeria, Paraguay, Roumanie, Royaume-Uni, Russie, Serbie, Slovénie, Tunisie, Turquie, Ukraine, Vietnam (liste non exhaustive) | The Coca-Cola Company |
| États-Unis | Keurig Dr Pepper (Cadbury avant 2008, date à laquelle le groupe s'est scindé en deux entités : Cadbury plc et Dr Pepper Snapple Group, racheté en 2018 par Keurig Green Mountain) |
| Canada | Canada Dry Motts, filiale de Dr Pepper Snapple Group |
| Hong Kong, Taïwan, 11 États des États-Unis et 7 provinces de Chine intérieure | Swire Beverages Ltd., filiale de Swire Pacific |
| Nouvelle-Zélande | Coca-Cola Amatil |
| Allemagne, Autriche | Krombacher |
| Suisse | Aproz Minérales S.A |
| Danemark | Carlsberg Group (exploitation de licence accordée par The Coca-Cola Company) |
| Finlande | Sinebrychoff |
| Suède | Spendrups |
| Norvège | Hansa Borg Bryggerier |
| Australie | Asahi |

### Produits de la marque Schweppes

#### Produits historiques

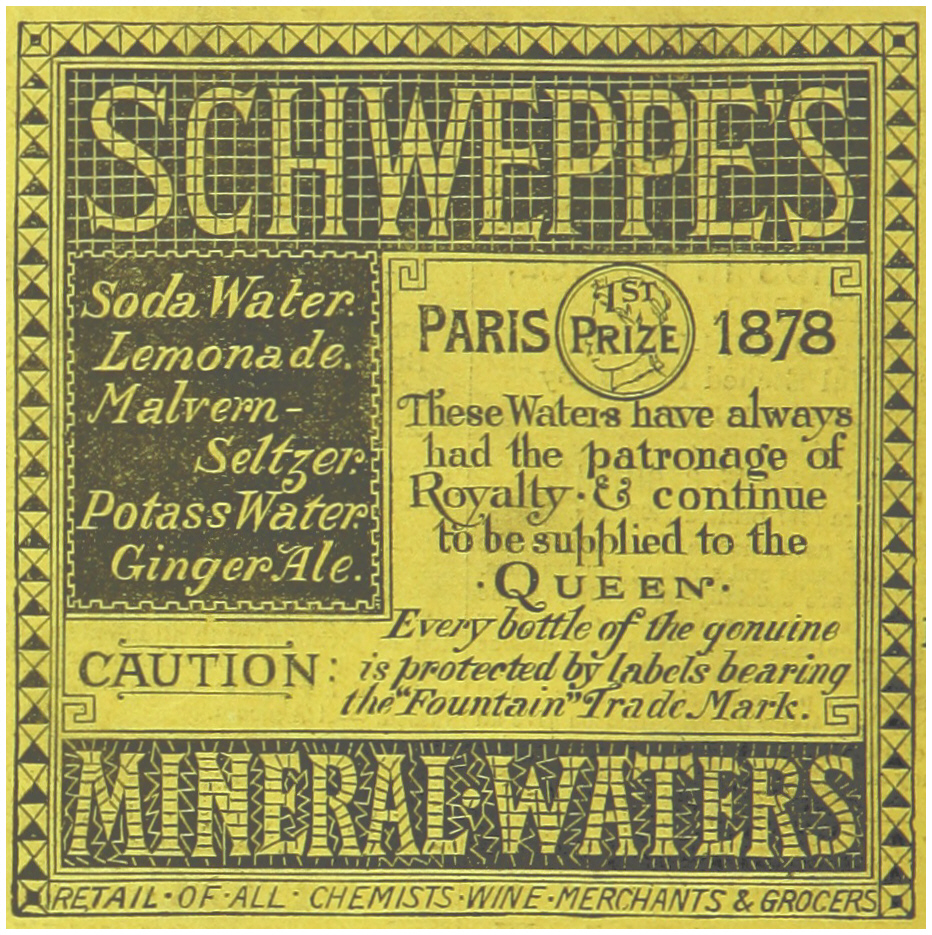
Publicité pour les produits de la marque Schweppes en 1883.

Les premiers produits du groupe à la fin du XVIIIe siècle sont des eaux destinées à un usage médical : « Acidulous Rochelle Salt Water », « Seltzer, Spa & Pyrmont Water » et « Tooth Lotion of Soda ». Peu après, les boissons de Scheweppe ne sont plus spécialement à usage médical. En 1835 apparaît le produit « Schweppe's Aerated Lemonade » (limonade gazéifiée)[source insuffisante],[source insuffisante].
En 1870, le groupe lance ses deux produits principaux : Ginger Ale (au gingembre) et Indian Tonic[source insuffisante]. Indian Tonic est une eau tonique, contenant des extraits de quinine et d'orange amère qui donnent au breuvage un goût amer qui a depuis été associé à la marque Schweppes. L'Indian Tonic s'inspire de la coutume des colons britanniques stationnés en Inde, qui buvaient régulièrement des breuvages contenant de la quinine pour se prémunir contre la malaria[source insuffisante] (usage prophylactique). C'est cependant après la Seconde Guerre mondiale que l'Indian Tonic est diffusé de manière large[source insuffisante].
Au début du XXe siècle, Schweppes se lance dans les jus de fruits avec notamment un jus de citron et un « multifruit » à la menthe poivrée, au cassis et à la framboise[source insuffisante]. Dans les années 1930, Schweppes sort une nouvelle gamme qui se compose des produits suivants : « Schweppe's Aerated Orange » (1931), « Sparkling Grape Fruit » (1932), « Sparkling Lemon » (1932), « Sparkling Lime » (1935) et « Sparkling Lemon Barley » (1935)[source insuffisante].
En 1986, Schweppes lance la gamme « Dry » constituée d'eaux gazeuses aromatisées sans quinine pour éviter la sensation d'amertume. Les produits de la gamme sont les suivants : Dry Orange (1986), Dry Lemon (1986), Dry Exotic (1986), Dry Pamplemousse (1987) et Dry Pomme (1992)[source insuffisante]. La gamme est sortie du marché en 1994[source insuffisante].
En 2000 et 2001, Schweppes sort deux versions aromatisées de son Indian Tonic : Indian Tonic Citron vert et Indian Tonic Mandarine[source insuffisante].

#### Produits actuels
Actuellement en France, les Schweppes Indian Tonic et Ginger Ale sont toujours distribués. Indian Tonic existe en version light, et en 2011 est apparu le produit « Schweppes Esprit de Tonic », un Indian Tonic avec 30 % de quinine en moins. Depuis que Cadbury Schweppes a racheté Ricqlès en 2001, le produit « Schweppes Ricqlès » aromatisé à la menthe est aussi disponible. D'autres boissons de la marque Schweppes, sodas, eau gazeuses sucrées et aromatisées sans quinine, sont disponibles en France, mais vendues avec moins de succès que les sodas historiques : 
- Schweppes Agrum' : depuis 1999[22], existe aussi en light, saveurs de quatre agrumes : orange, pamplemousse, citron vert, mandarine.
- Schweppes Lemon, existe aussi en light, saveurs de quatre citrons : citron, citron vert, yuzu et combava.
- Schweppes Pêch' : depuis 2008, existe aussi en light depuis janvier 2009[23], saveurs de pêche jaune, pêche blanche, pêche de vigne, et pêche plate de Chine.
- Schweppes Fruits Rouges : depuis 2008, existe aussi en light, aux saveurs de fraise, framboise, canneberge et groseille.
- Schweppes Coconut, à la saveur de noix de coco.
- Schweppes Raisin, depuis janvier 2009[23], aux saveurs de quatre raisins : ruby, chasselas, raisin de Corinthe et muscat d'Alexandrie.
- Schweppes Pomm', depuis février 2010[24], aux saveurs de quatre pommes : pomme rouge, Granny Smith, Boskoop et Royal Gala.
- Schweppes Mango, depuis février 2010[24], aux saveurs de quatre mangues : mangue jaune, Maya, Alfons et Carabeo.
- Schweppes Passion : depuis février 2011[25], aux saveurs de quatre fruits de la passion : maracuja, grenadille, pomme-liane et barbadine.
- Schweppes Pamplemouss', depuis février 2011[25], aux saveurs de pamplemousse blanc, rose, sanguin et pomélo.
- Schweppes Dark side, boisson aromatisée au cola, vendue en boîte de nuit et dans certaines grandes surfaces depuis 2012[26].
- Schweppes Mûre, depuis février 2012[27], aux saveurs de mûre sauvage, framboise noire, mûre evergreen et mûre de Logan.
- Schweppes Mandarine, depuis février 2012[27], aux saveurs de clemenvilla, clémentine, marisol et mandarine royale.
- Schweppes Poire, depuis février 2013, aux saveurs de poire Comice, poire Conférence, poire Alexandrine et poire William.
- Schweppes Zero Fraise (light), depuis février 2013.
- Schweppes Zero Ananas (light), depuis février 2013.
- Schweppes Zero Exotic, depuis 2014, aux saveurs de fruits de la passion, pomme-liane, orange sanguine et mangue.
- Schweppes Framboise, depuis 2014[28].
- Schweppes Cherry, depuis mars 2015[28], aux saveurs de cerise.
- Schweppes Virgin Mojito, depuis 2016.

En Belgique, la gamme Schweppes comprend par ailleurs le « Schweppes Soda Water », une eau gazeuse semblable à celle développée par Jacob Schweppe en 1783, ainsi que le « Schweppes Bitter Lemon » et le « Schweppes Indian Tonic Zero ». En Espagne est disponible la gamme « Schweppes Spirit », constituée d'eaux gazeuses fruitées.
En Algérie, la gamme se compose des saveurs mandarine, grenade, citron-menthe, pêche et ananas. Une gamme similaire existe aussi en Égypte,.

## Villa Schweppes
En 2007, à l'initiative de Benoît Nicolazo, Schweppes lance Villa Schweppes, des soirées itinérantes en France. En 2021, Villa Schweppes est présent au festival Calvi on the Rocks ; en 2023, au Festival du cinéma américain de Deauville ; puis en janvier 2024 au Festival international du film de comédie de l'Alpe d'Huez pour une quatrième année de partenariat.